# Bayırköy, Beşikdüzü
Bayırköy là một xã thuộc huyện Beşikdüzü, tỉnh Trabzon, Thổ Nhĩ Kỳ. Dân số thời điểm năm 2011 là 147 người.